# 건파이터 (1950년 영화)
건파이터(The Gunfighter)는 미국에서 제작된 헨리 킹 감독의 1950년 영화이다. 그레고리 펙 등이 주연으로 출연하였고 누널리 존슨 등이 제작에 참여하였다.

## 출연

### 주연
- 그레고리 펙
- 헬렌 웨스트콧

### 조연
- 밀러드 미첼
- 진 파커
- 칼 말든
- 스킵 호미어
- 안소니 로스
- 버나 펠턴
- 엘렌 코비
- 리차드 재켈
- 앨런 헤일 주니어
- 데이빗 클락
- 안젤라 클락
- 클리프 클락
- 매 마쉬
- 존 픽카드

## 제작진
- 의상: 트라빌라